# Flying (группа)
Flying — музыкальный коллектив из города Киев (Украина), исполняющий свою музыку в направлении мелодик дэт-метал.

## История
В марте 2012 года усилиями лейблов Total Metal Records и More Hate Production альбом Flying «Graceful Murder» переиздается: Total Metal Records представляет мировой релиз альбома через дистрибьютерские компании Code7/Plastic Head Distribution (Великобритания и мир) и Twilight Distribution (США и Япония).
В мае 2017 года группа сообщила о возобновлении творческой деятельности.
04 октября группа презентовала новый сингл «Obey and Trust». Выпуск ЕР намечен на конец 2017 года.
30 мая 2019 года украинским лейблом Nocturnus Records был издан первый после 9-летней паузы релиз группы — 4-трековый ЕР «Seeding Pain».

### Настоящий состав
- Виктор Озолин — вокал (1998—2011, 2017 — по сегодняшний день)
- Максим Набоков — гитара (2002—2011, 2017 — по сегодняшний день)
- Mike Poggione — бас (2017 — по сегодняшний день)
- Александр Касярум — ударные (2017 — по сегодняшний день)

### Бывшие участники
- Константин Змиевский — ударные (2009—2011)
- Николай Пахарук — бас (2005—2011)
- Вячеслав Косарев — гитара, клавишные (1998—2007)
- Александр Родыгин — бас (1998 — октябрь 1999) скончался 11.07.2006, г. Москва
- Василий Сивко — гитара (1998—2003)
- Алексей Салтыков — ударные, перкуссия (1998—2003)
- Александр Друкер — бас (1999—2003)
- Николай Голик — бас (2003—2005), скончался в 2009
- Екатерина Губанова — клавишные (2001—2004)
- Андрей Пилипенко — ударные (2003—2007)
- Эрланд Сиволапов — ударные (2007)
- Максим Г. — ударные (2007—2009)

## Дискография
- 1999 — MC «January Stars» (Terroraiser Productions)
- 2001 — MC «A Proud Bird» (Metal Agen/Musickness)
- 2002 — CD «A Proud Bird» (Metal Agen/Soyuz Music)
- 2005 — CD «The Heir Of The Future» (Metal Agen/Soyuz Music)
- 2006 — CD «A Proud Bird» re-released (Moon Records)
- 2006 — CD «The Heir Of The Future» re-released (Moon Records)
- 2006 — CD «January Stars» re-released (Moon Records)
- 2010 — CD «Graceful Murder» (Moon Records)
- 2012 — CD «Graceful Murder» (Total Metal Records/More Hate Prod.)
- 2017 — Single «Obey and Trust»
- 2019 — CD «Seeding Pain», EP (Nocturnus Records)
- 2022 — Single ''Wrong Primer''

## Компилляции
- 2005 — CD «Wolf Song» (Wolf song)
- 2006 — DVD «Metal Heads Mission» 7 (Progressor Records)
- 2007 — DVD «Monsters in Kiev» (DKP)
- 2008 — CD «The Best Of Ukraine» (Moon Records)
- 2008 — DVD «Live At Terroraiser Fest» (Terroraiser Productions)
- 2009 — DVD «Metal Heads Mission» 10 (Progressor Records)
- 2009 — CD «Terroraiser comp» (Terroraiser Productions)
- 2010 — DVD «Terroraiser comp» (Terroraiser Productions)
- 2011 — DVD «Terroraiser comp» (Terroraiser Productions)
- 2012 — DVD «Necromance. Extreme DVD Zone — Vol.2» (compilation, Spain)
- 2015 — СD «Terroraiser comp» (Terroraiser Productions)